# Bebedouro Sport Club
O Bebedouro Sport Club, é um clube brasileiro de futebol da cidade de Bebedouro, no estado de São Paulo. Fundado 2002, suas cores são azul e branco.
No ano de 2016, o clube participou da 1ª Taça Paulista, Grupo Especial (categoria Profissional) , organizada pela Liga de Futebol Paulista.  Neste mesmo ano, a equipe terminou o campeonato em 3º lugar.
No ano de 2017, o clube esta participando novamente da Taça Paulista, terminando a primeira fase como líder do seu grupo. Agora na segunda fase esta na briga para chegar a semi-final.
Por ser uma liga nova, não existe ainda clube rivais mas já faz jogos bem disputados contra o Montealtense da cidade de Monte Alto.
O mascote da equipe é uma Águia 